# Sara Boldú Botam
Sara Boldú Botam (Borjas Blancas, 30 de julio de 1977) es una artista visual catalana que trabaja con videoarte y fotografía, consiguiendo que ambas técnicas se complementen en sus exposiciones.

## Trayectoria
Sara Boldú estudió Realización de Proyectos Audiovisuales y Espectáculos en la Escuela de Medios Audiovisuales de Barcelona (EMAV, 2000). En 2007 empezó a trabajar como cámara de deportes en Betevé. Desde 2007 ha realizado más de 300 documentales de temática social, de denuncia y retratos de la vida cotidiana para el canal 24 Horas de Televisión Española, así como freelance, con colaboraciones en múltiples medios como MTV, Al Jazeera, All Music Italia, O Globo, NHK Kōhaku Uta Gassen, Antena 3, Tele 5 y TV3 .

## Els artistes van amb tractor
En 2018, Boldú inició una serie en la que grababa con un dron la actividad agrícola. Ésta acabó dando lugar a un proyecto en forma de página web y, al mismo tiempo, una exposición itinerante que se ha exhibido en más de una treintena de salas de exposiciones de la geografía catalana como el espacio de fotografía Francesc Català -Roca, la ermita de Sant Antoni de Os de Balaguer, La Granadella o Susqueda, entre otros. Titulada "Els artistes van amb tractor", Boldú recorre el mundo rural vinculado a su infancia para darlo a conocer al público. De la mano de algunos campesinos, el artista documenta los diversos estadios en los que se va transformando el campo durante el año a través de fotografías aéreas. Las imágenes nos hablan de tradiciones ancestrales que están en proceso de desaparición, territorio, productos locales y sus gentes. Estas imágenes se acompañaban de códigos QR, complementando las imágenes con vídeos donde entrevista a los campesinos.
De este modo, la artista visual nos muestra la transformación del paisaje causada por la acción humana a través de la agricultura. Sus fotografías son un homenaje lírico al campo y el campesinado. Así, capta la belleza de Les Garrigues dando voz a una amalgama de morfologías cambiantes durante el año con una amplia paleta cromática que habla por sí misma.
Otros proyectos del artista se sumergen en el ámbito dramático, donde ha realizado videoproyecciones para obras teatrales, como Temps (2015), interpretada por Quim Masferrer, de Teatre de Guerrilla.

## Premios
En 2020 ganó el Premio especial del jurado al mejor reportaje presentado en el 31 Premio Internacional Pica d'Estats, premio dedicado a los profesionales de los medios de comunicación, con la obra «Els artistes van amb tractor».